# 펜실베이니아주
펜실베이니아주(영어: Commonwealth of Pennsylvania, 펜실베이니아 독일어: Pennsylvaani 또는 Pennsilfaani) 미국 북동부의 주이다. 북쪽과 북동쪽으로 뉴욕주, 동쪽으로 델라웨어강을 끼고 뉴저지주, 남쪽으로 델라웨어주, 메릴랜드주, 웨스트버지니아주, 서쪽으로 오하이오주, 북서쪽으로 이리호와 접한다.

## 역사

### 원주민의 시대
유럽인들이 오기 전에 펜실베이니아 지방에는 인디언들이 살고 있었다. 초기의 유럽인 탐험가들은 거기서 알곤킨 족과 이로쿼이 어족들을 찾았다. 알곤킨 족들을 코노이, 델라웨어, 난티코크와 쇼니 족들을 포함하였다. 이로쿼이 어족의 서스쿼해나 족은 서스쿼해나 강에 걸쳐 살았다.

### 탐험과 정착
1609년 영국의 탐험가 헨리 허드슨이 델라웨어 만으로 항해하면서 들어왔다. 그는 네덜란드 동인도 회사를 위한 극동으로 향하는 교역로를 찾으려 하였다. 허드슨은 곧 펜실베이니아 지역을 떠났으나 그의 보고들은 네덜란드인들이 다른 탐험가들을 보내는 데 이끌었다. 1615년 네덜란드의 탐험가 코르넬리우스 헨드릭센은 델라웨어강으로 올라가 현재의 필라델피아로 들어왔다.
스웨덴인들이 펜실베이니아 지방에 첫 영구적 정착지들을 만들었으며, 1643년 현재의 필라델피아 근처에 티니컴 아일랜드를 뉴스웨덴의 수도로 만들었다. 1655년 뉴네덜란드에서 온 페터 스토이베산트가 이끄는 네덜란드군들이 뉴스웨덴을 포획하였다. 네덜란드인들은 1664년 영국인들이 포획할 때까지 펜실베이니아 지방을 품고 있었다.
영국 요크의 공작이 1681년까지 펜실베이니아 지방을 통치하였으며, 그 해에 영국의 찰스 2세는 윌리엄 펜에게 펜의 아버지에게 빚을 내는 데 그 지방을 허가하였다. 펜은 지방들 뉴웨일스로 이름을 지으려 하였다. 그래서 펜은 나무를 의미하는 실베이니아라고 부르기로 결정하였다. 찰스 2세는 영국의 제독 펜의 아버지의 명예를 가리면서 펜이라는 말을 추가하였다.

### 식민지 시절

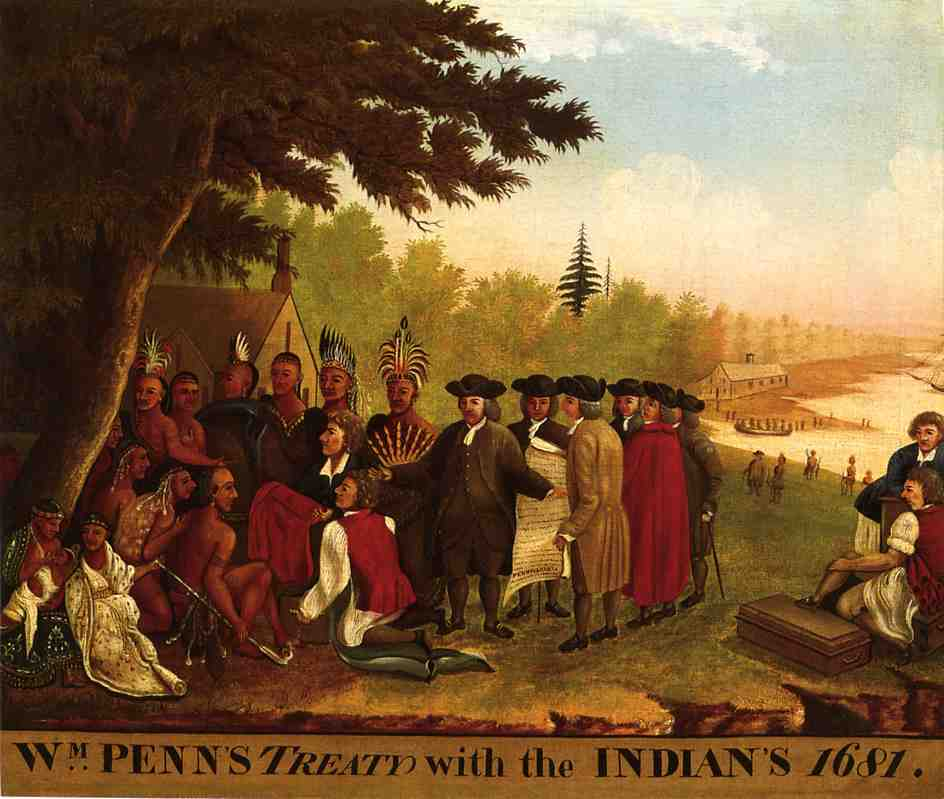
윌리엄 펜이 인디언들과 조약을 맺는 모습

퀘이커 교도인 윌리엄 펜은 펜실베이니아에서 자신의 동료 퀘이커 교도들에게 신앙이 자유를 주려고 하였다. 펜은 펜실베이니아인들이 개인과 재산의 권리들을 즐기고 자치를 가지기를 원하였다. 1682년 펜은 펜실베이니아에 와서 총독으로서 정부의 틀이라 불리는 식민지의 첫 헌법을 쓰고 가져왔다. 헌법은 부총독과 선출된 입법자들을 위하여 마련되었다. 입법은 지방 의회(상원)과 총회(하원)으로 이루어져 있다.
펜은 펜실베이니아 지방에 도착한 후, 금방 인디언들과 우호 조약을 맺었다. 그는 찰스 2세가 자기에게 준 대지의 대부분을 위하여 인디언들에게 돈을 낼 필요가 없어도 그렇게 하였다. 전설에 의하면 펜과 델라웨어 족의 추장 타메넨드가 조가비 구슬 혁대를 교환하였다고 한다.
총회는 완전히 정부의 틀을 찬성하지 않았다. 1683년 이법부는 두번째 정부의 틀을 끌어내어 채택하였다. 이 헌법은 부유한 지주들의 권력을 줄이는 데 정부에서 더 많은 목소리를 주었다.
펜은 1684년 영국으로 가서 정부의 통제를 부총독에게 맡겼다. 펜의 결석 동안에 분쟁들이 일어났다. 총회의 의원들은 법률을 창립하는 데 지방 의회의 권력을 다시 보냈다. 회의는 의회를 창립한 입법부의 대부분에 활동을 거부하거나 만기하였다. 펜이 말썽들에 대해 알아낸 후에 그는 수많은 정부의 권력들을 지방 의회의 손안에 넣었다. 그러나 의히는 명령을 재편하는 데 실패하였다. 1688년 펜은 다른 부총독을 임명하였다.
1688년 펜의 가까운 친구인 제임스 2세가 축출당하였다. 국왕의 딸 메리와 그녀의 남편 윌리엄 3세는 1689년 합동 통치자가 되었다. 윌리엄과 메리는 펜의 제임스 2세와의 우정의 이유로 펜을 신임하지 않았다. 1692년 그들은 펜실베이니아를 통치하는 데 그의 권력을 빼앗았다. 뉴욕주의 왕립 총독이 펜실베이니아의 총독으로도 만들어졌다. 1693년 펜은 메리와 윌리엄에 자신의 충성을 확신시켰다. 이듬해 그들은 그를 펜실베이니아의 총독으로 재임명하였다.
펜실베이니아 입법부에 분쟁들이 아직도 존재하였다. 1696년 펜의 부총독 윌리엄 마크햄이 어떤 헌법적 변화를 암시하였다. 그는 양쪽의 입법부들이 법률을 창설하는 데 권력을 가지길 원하였다. 그러나 이 변화는 아직도 입법부의 많은 의원들을 만족시키지 않았다.
펜은 1699년 펜실베이니아로 돌아왔다. 1701년 그는 특권의 헌장이라 불리는 새 헌법을 승인하였다. 이 헌법은 총회를 식민지에서 입법의 주채 만으로 만들어 지방 의회에 조언적 역할을 주었다. 1701년 펜은 영국으로 귀국하여 1718년 거기서 사망하였다. 펜의 가족은 1775년 미국 독립 전쟁이 일어날 때까지 펜실베이니아를 통치하였다.

### 식민지 전쟁
1600년대 후반으로부터 1700년대 중반까지 영국의 식민주의자들은 프랑스 식민주의자들과 그들의 인디언 동맹들에 대항하여 싸웠는 데, 1754년 펜실베이니아 서부에서 일어난 프렌치 인디언 전쟁에서 그들은 오하이오 강 지방과 대륙의 내무의 통치를 위해 싸웠다. 가장 잔인한 전투들 중의 하나가 1755년에 벌어졌다. 현재 피츠버그 근처에 있는 모논가헬라 강의 둑에서 프랑스군과 인디언들이 에드워드 브래덕 장군의 부하들을 숨어 기다리고 있었다. 브래덕의 부하들은 거의 전사하거나 상처를 입었다. 1758년 존 포브스 장군이 지방을 통하여 큰 군대를 이끌면서 프랑스군들은 식민지에서 물러날 때까지 전쟁이 지속되었다. 1763년에 영국군의 승리로 전쟁이 끝났다.
오타와 족의 추장 폰티악이 후에 1763년 영국군에 대항하며 반란을 이끌었는 데 현재 그린버그 근처에 있는 부시런의 전투에서 패하였다. 펜실베이니아는 1768년 포트 스터닉스 조약에서 인디언들로부터 대지를 매입하였다. 이 조약은 식민지의 인디언 분쟁들의 대부분을 가라앉혔다.

### 미국 독립 전쟁
1700년대 중반에 영국이 빚더미에 쌓이자, 돈을 모으기 위하여 그들은 자신들의 아메리카 식민지들에 새로운 세금과 교역 제한을 부과하였다. 식민들은 이 측량들을 반대하는 데 연합되었다. 식민지 지도자들은 영국의 어떻게 영국의 제한을 저항하는가 논의하기 위해 회의를 가졌다. 1774년 9월 5일 첫 대륙 회의가 필리델피아에서 열렸으며, 영국과 모든 무역을 멈추는 데 투표하였다.
1775년 4월에 미국 독립 전쟁이 시작되었으며, 그해 5월에 필라델피아에서 두번째 대륙 회의에서 열려 사절단들은 영국에서 독립을 위하여 투표하였다. 1776년 7월 4일 의회는 필라델피아에서 체결된 독립 선언의 마지막 기초를 채택하였다. 펜실베이니아의 첫 주 의회는 동시에 스테이트 하우스에서 열렸다.
뉴욕과 뉴저지의 영국군들이 필라델피아를 위협하였다. 의회는 안전을 위해 볼티모어로 옮겼다. 그러나 영국군들이 쫓겨나자 의회는 1777년 3월에 필라델피아로 돌아왔다. 9월에 영국군들은 펜실베이니아로 행렬해 들어왔다.
그들은 11일에 조지 워싱턴 장군의 군대를 브랜디와인의 전투에서 꺾었고, 그러고나서 영국군들은 필라델피아를 향해 행렬하였다. 의회는 처음에 랭카스터로, 그러고나서 요크로 옮겼다. 20일과 21일에 필라델피아 외부에서 일어난 파올리의 대학살에서 많은 식민지군들을 살해하였다. 26일에는 영국군들이 슈일킬 강을 건너 행렬하면서 필라델피아를 포위하였다. 워싱턴은 영국군들을 도시의 밖으로 쫓아내는 것을 강요하는 희망을 가지고 10월 4일 그들을 향하여 갑작스러운 공격을 지도하였으나 실패하였다. 그러고나서 워싱턴이 화이트마시로 부하들을 이끌어 그들이 어려운 겨울과 봄을 지낸 밸리 포지로 들어갔다.
펜실베이니아에서 그들의 승리에 불구하고 전쟁은 영국에 불리하게 시작되었다. 1778년 6월 영국군들이 필라델피아에서 물러가고 대륙 회의가 도시로 돌아왔다. 요크에 있는 동안에 의회는 연합 규약을 채택하였고, 7월 9일 펜실베이니아는 규약을 찬성하였다.
현재 루전 카운티에 있는 와이오밍 계곡의 정착자들은 영국군과 인디언들에 의한 공격의 위험에 처해있었다. 1778년의 여름 정착자들은 현재 윌키스-배어 근처에 있는 요새로 달아났다. 그해 7월에 영국군들과 인디언들이 요새를 공격하여 정착자들의 대략 3분의 2를 살해하였다. 이 사건이 와이오밍 계곡의 대학살로 알려졌다.
1787년 5월부터 9월까지 필라델피아에서 헌법 회의가 열렸다. 필라델피아는 1790년부터 1800년까지 미국의 수도로 지냈다.

### 산업의 번영
1750년만큼 초기에 펜실베이니아가 식민지 철강과 곡물 갈기 산업에서 지도력있는 지역이 되었다. 독립 전쟁 이후에 펜실베이니아는 국가에서 산업 번창의 중심지가 되었다. 1787년 존 피치가 미국에서 처음으로 움직이는 증기선을 설명하였다. 그 배는 필라델피아 근처의 델라웨어 강에서 떠다녔다. 1811년 로버트 풀턴이 만든 증기선은 피츠버그에서 출발되었다. 그 배는 오하이오 강과 미시시피강에 떠다닌 첫 배가 되었다. 슈일킬 운하는 1825년 필라델피아와 리딩을 연결하였다. 1826년 주는 펜실베이니아 운하 시스템을 짓기 시작하였다. 운하와 철도를 잇는 시리즈인 시스템의 주요 라인은 1834년 필라델피아와 피츠버그를 이었다.
1840년으로봐서 무연탄이 연료로서 이용은 펜실베이니아의 철강 산업에서 향상으로 이끌었다. 1850년대로 봐서 많은 철도들이 펜실베이니아 북동부로부터 필라델피아로 석탄을 날랐다. 1859년 에드워드 드레이크는 티터스빌 근처에서 미국 최초의 상업적으로 성공한 유정을 뚫었다. 1860년 필라델피아는 섬유, 가죽과 철강 제품 생산을 이끌었고, 철강과 유리 제품의 피츠버그는 "서부로 향하는 문길"로 알려졌다.

### 남북 전쟁

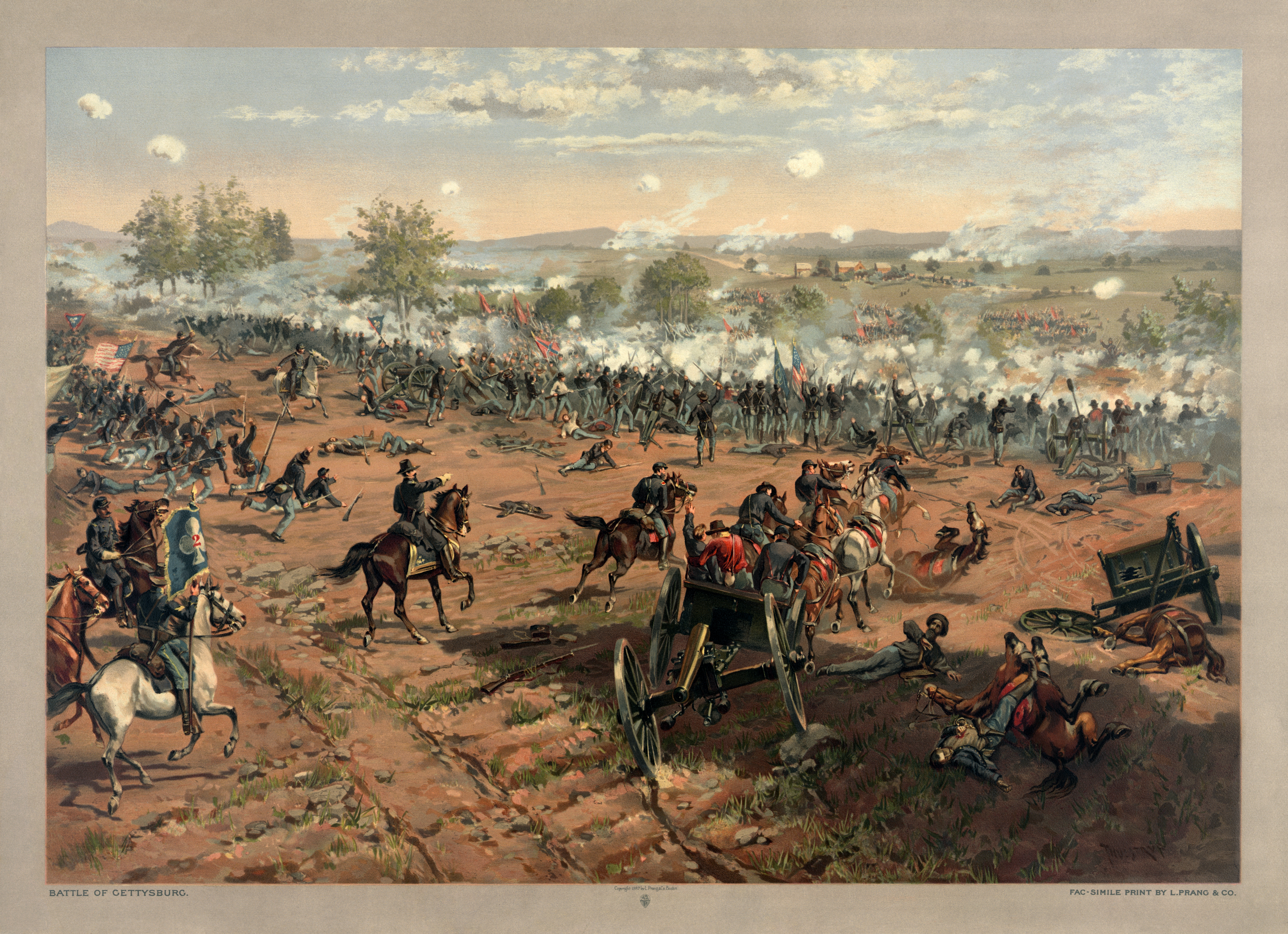
남북 전쟁 중에 유명한 전투인 게티스버그 전투

믾은 펜실베이니아의 주민들은 미국에서 반노예주의 운동의 지도자들 사이에 있었다. 어떤 펜실베이니아 주민들은 지하 철도를 통하여 노예들을 탈출하는 데 도움을 주었다. 남북 전쟁 동안에 펜실베이니아는 북군에 강한 성원을 주었고, 북군에 340,000명의 군인들을 보냈다. 뉴욕주가 더 많은 군인들을 가졌다고 한다.
몇몇의 급슥들과 하나의 주요 전투가 펜실베이니아에서 일어났다. 남군의 기마대 장군들 젭 스튜어트와 웨이드 햄프턴이 1862년 10월에 컴벌랜드 계곡을 거쳐 급슥들을 이끌었다. 1863년 6월에는 로버트 리 장군이 대략 75,000명의 자신의 강력한 남군을 이끌고 펜실베이니아에 들어왔다. 7월 1일에는 조지 미드 장군 지휘 아래의 북군이 남군을 펜실베이니아주 남부에 있는 게티스버그에서 만났다. 3일간의 이 전투는 역사상 가장 잔인한 전투들 중에 하나였으며, 남군의 힘을 깨고 리 장군은 버지니아주로 후퇴하였다. 11월 19일에는 에이브러햄 링컨 대통령이 거기서 전사한 군인들을 위한 묘지로서 게티스버그의 전쟁터의 일부를 봉납하였다. 거기서 그는 유명한 게티스버그 연설을 하였다.
남군의 장군 존 매코즐랜드가 1864년 7월에 펜실베이니아를 침입하여 그의 부하들은 챔버스버그를 공격하여 불태우고나서 빠르게 주를 떠났다.

### 주로서 향상
남북 전쟁이 끝난 후 펜실베이니아는 번영하였다. 존재하는 농업, 임업과 광업이 확장되었고 많은 새로운 산업들이 발달하였다. 펜실베이니아는 석유, 시멘트, 전자용품과 알루미늄의 지도력있는 생산지가 되었다. 피츠버그는 미국에서 가장 큰 철강 생산지가 되었다. 수천명의 이민들이 주로 이민을 와서 도시들이 자라났다.
그러나 산업의 번영은 노동 문제를 가져왔다. 많은 산업에서 근로자들이 조합들을 형성하고 높은 임금을 요구하였다. 1877년 철도 노동자들이 파업에 들어갔다. 폭동들이 일어나 파업자들이 귀중한 철도 재산을 파괴시켰다. 피츠버그에서는 파업자들과 군인들 사이에 폭력적인 충돌이 일어나 몇몇의 사람들이 사망하는 결과를 가져왔다.
1889년 주의 남부에 있는 존스타운은 2,000명 이상을 죽인 홍수로 주에서 최악의 재해들 중의 하나를 겪었다.

### 지속적인 산업의 번영
1900년대 추반에 처음으로 펜실베이니아 주민의 절반 이상이 도시와 타운들에 살았다. 펜실베이니아는 미국에서 대량의 석탄을 체굴하였다. 주는 또한 나라의 코크스 대부분과 철강의 대략 60 퍼센트를 생산하였다. 많은 큰 산업 회사들이 펜실베이니아에 자신들의 본사들을 두었다.
1917년 미국이 제1차 세계 대전에 참전한 후, 펜실베이니아의 제조업과 광업이 더욱 위대한 번영을 이루었다. 군사 용품의 생산으로 추가하면서 주는 미국 군인의 인원들의 대략 8 퍼센트에 공헌하였다.

### 대공황

1934년 실업자 여성들을 위한 프랭클린 D. 루스벨트의 연방 비상 구제 관리 진영

1930년대의 대공황의 시기 동안에 펜실베이니아의 수만명의 주민들이 자신들의 직업을 잃었다. 어려움을 쉽게 하는 도움을 주는 데 주는 연방 정부와 함께 주식회사에서 보장 법률을 통과시켰다. 추가로 펜실베이니아는 고속도로 건설, 나무 다시 심기와 보존의 프로그램들을 세우고 여성들과 어린이들을 위한 최저 임금과 44시잔 근무의 주를 포함한 법률을 통과시켰다.
1936년 홍수가 주의 많은 지역들을 가로지르며 퍼지자, 100명 이상의 사망과 4천만 달러 이상의 손해의 원인을 가져왔다.

### 도시 재개발
제2차 세계 대전이 일어나는 동안에 펜실베이니아의 경제가 회복되었다. 주의 산업이 시멘트, 의류, 석탄, 석유, 조선, 철강과 군사 복무를 위한 무기를 생산하였다.
펜실베이니아는 1900년대 중반 동안에 많은 산업 지대들을 근대화하기 시작하였다. 1940년에는 펜실베이니아의 턴파이크가의 첫 부분이 열렸다. 1956년으로 봐서 주를 가로지르는 고속도로가 완공되었다. 1940년대 동안에 펜실베이니아의 도시들이 도시 재개발 프로그램들을 시작하였다. 피츠버그는 다운타운 지역의 거의 모두를 재건하고, 필라델피아는 센트랄 시티의 일부를 근대화하였다. 1950년대에 주는 수백개의 새로운 학교들을 세우고 보장 프로그램을 재결성하였다.

### 경제의 쇠퇴
1950년대 심각한 경제 문제들이 생겼다. 펜실베이니아의 거대한 철강업이 다른 생산품들로부터 경쟁에 의하여 상처를 받았고 1959년에 116일 간의 파업을 일으켰다. 주의 석탄 생산은 미국에서 무연탄과 역천탄의 요청이 쇠퇴하면서 날카롭게 떨어졌다. 많은 광산들이 문을 닫았고, 광부들이 직업을 잃게 되었다. 철도 사업이 쇠퇴하면서 수천명의 펜실베이니아의 주민들이 자신들의 직업을 잃었다. 섬유 공장들이 자동적으로 되거나 저가격의 남부로 옮겨지면서 또 다른 수천명의 펜실베이니아 주민들이 실업자가 되고 말았다.
1967년 펜실베이니아는 94년전 이래의 첫 헌법적 회의를 열었다. 1968년에는 투표인들이 1874년에 채택이 된 헌법을 재편하는 데 새 헌법을 찬성하였다.
1970년대와 1980년대에는 주, 특히 오래된 도시들은 몇몇의 어려움을 향하였다. 많은 전통적 제조업들이 문닫거나 고용주들의 수를 줄였다. 철강업은 외국 경쟁과 다른 문제들로 지속적으로 쇠퇴하였다. 더 많은 탄광들이 문을 닫았으며, 수천명의 근로자들, 특히 철강업 근로자들이 자신들의 직업을 잃고 작은 산업 타운들이 어려움을 향하였다.
주의 인구 증가는 평평하게 되었다. 많은 젊은이들이 주를 떠난 이유로 인구의 평균 나이가 늘어났다. 메트로폴리탄 지역들의 중심 도시들이 높은 실업과 외곽들을 자라게 하는 데 사람들의 손해로서 몇몇의 논쟁들을 향하였다. 지방 정부의 세입이 쇠퇴하였다.
이 문제들은 펜실베이니아 주민들에게 새로운 산업을 끌어당기고 낡은 도시들을 안정시킥 길과 다리들 같은 공공 건설물들을 유지하는 일을 도전하였다. 1971년 주의 입법부는 주의 운영 비용을 내는 데 도움을 주는 개인적 소득세를 찬성하였다. 또한 노인들을 위한 사회 프로그램을 성워한 주의 운영 추첨 분배를 설립하기도 하였다.
1972년 아그네스 열대 폭풍이 미국 동부를 가로질러 퍼졌고, 펜실베이니아 주에서 55명의 사망과 대략 3조 달러의 손해를 가져온 폭풍과 홍수들이었다. 윌키스-배어와 해리스버그가 펜실베이니아 주의 도시들 중에 가장 큰 피해를 입었다.
1979년 해리스버그 근처에 위치한 쓰리 마일 아일랜드 원자력 발전소에서의 사고는 방사의 죽음의 레블의 투하에 위협을 가하였다. 과학자들과 기술자들은 원자력 발전 생산의 안전에 관하여 근심을 가졌다.

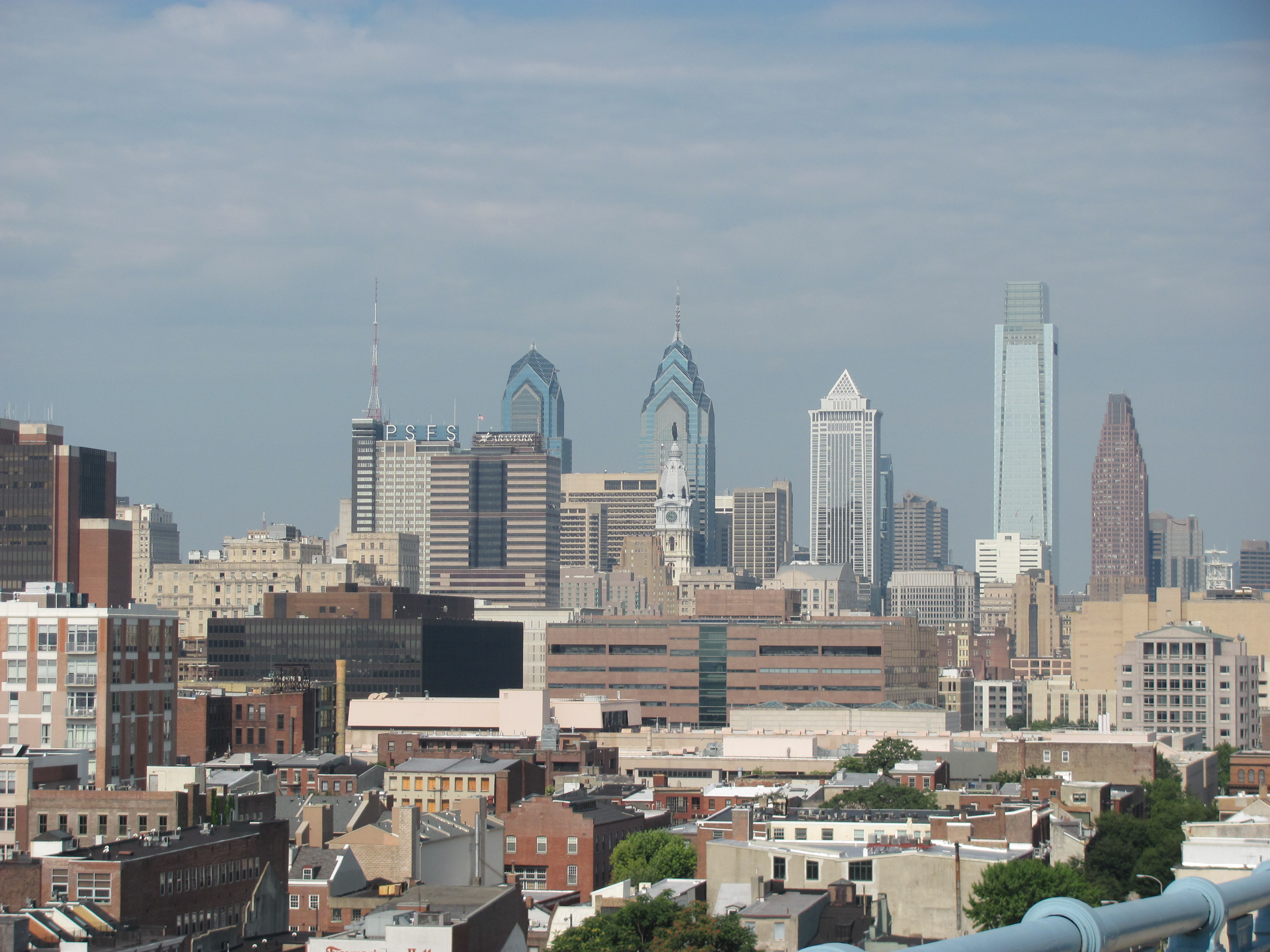
다운타운 필라델피아

### 회복
1990년대 펜실베이니아는 균형있고 건강한 경제를 이룰 수 있었다. 주 정부의 후원과 함께 주의 강한 교육, 금융, 의료와 문화적 시설들이 낡은 제조업 활동에서 서비스업에 기초를 둔 경제로 방향을 바꾸었다.
펜실베이니아 주가 제1의 철강 생산 주로 유지되었어도 필라델피아, 피츠버그, 앨런타운과 다른 주의 도시들의 메트로폴리탄 지역들에서 서비스업으로 변형시켰다. 근로자들은 의료 연구, 보건, 주간의 금융과 새 기술을 이용한 산업들에서 직장을 구하였다.
펜실베이니아는 특히 필라델피아와 피츠버그에서 많은 역사적 지대들과 건물들을 보호하고 복구하였다. 주는 또한 몇몇의 유산 공원들을 설립하기도 하였다. 이 지역들은 여러 지방의 역사와 주의 산업 발전에서 해온 역할들을 돋보이게 한다. 이 활동들은 수천개의 직업들을 창조하고 새로운 투자에 100만 달러를 끌어들이고 있다. 그들은 주의 관광업 번창에 공헌하기도 한다.

## 경제

### 서비스업
서비스업은 펜실베이니아의 고용과 그 합친 국내 생산 양쪽의 가장 큰 일부로 밝혀졌다. 서비스업들은 필라델피아와 피츠버그의 메트로폴리탄 지역들에 집중되어있다.
금융, 보험과 부동산업이 주의 경제에 중요하다. 필라델피아와 피츠버그 지역은 중요한 국가적 금융의 중심지이다. 몇몇의 큰 지주 회사들과 은행들이 두 지역들에 있다. 필라델피아는 서드 연방 상호 은행의 본사가 있으며, 주요 증권 거래소가 있기도 하다.
주도 해리스버그는 정부 활동의 중심지이다. 필라델피아는 국가에서 으뜸가는 법률 상사들의 고향이며, 피츠버그에는 많은 공학 상사들이 있다. 호텔과 식당들은 특히 수많은 관광객들과 비지니스인들이 쓰는 수억 달러로부터 이득을 얻는다. 많은 호텔, 식당과 소매상들은 필라델피아와 피츠버그 지역들에서 운영된다.

### 제조업

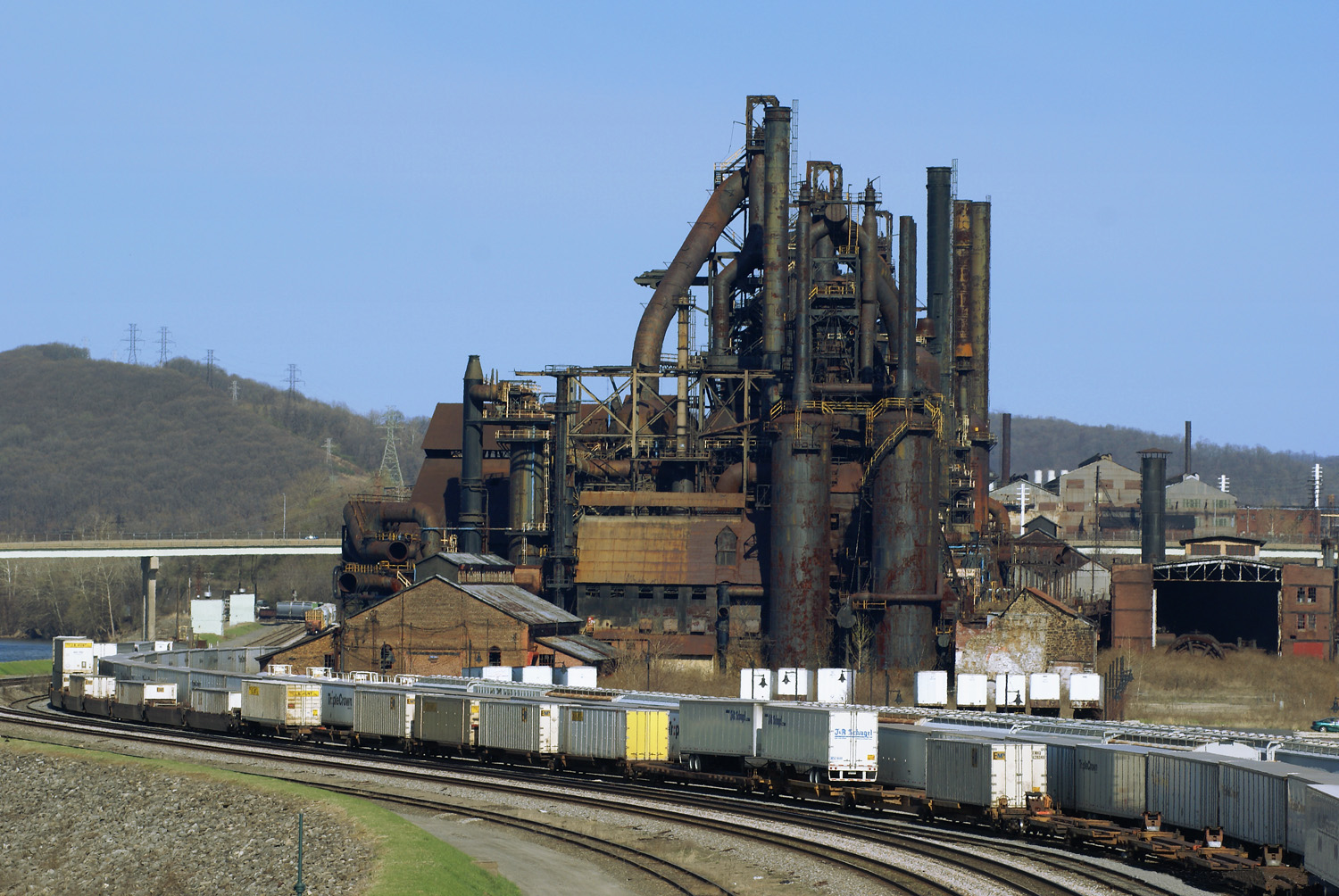
베슬러햄의 제철소

펜실베이니아는 최고 제조업 주들 중에 있다. 생산품들의 많은 타입이 주 경제에 중요한 공헌을 만들고 있다.
화학품들은 펜실베이니아에서 지도적인 제조품이다. 약품들이 주의 화학 산업에서 중요한 일부의 하나이다. 펜실베이니아의 화학 제조업들의 거의가 필라델피아 지역에서 생긴다. 세계에서 가장 큰 처방약들의 제조업들이 필라델피아 근처에 기지를 두고 있으며, 아스피린 제조업은 피츠버그에서 운영된다.

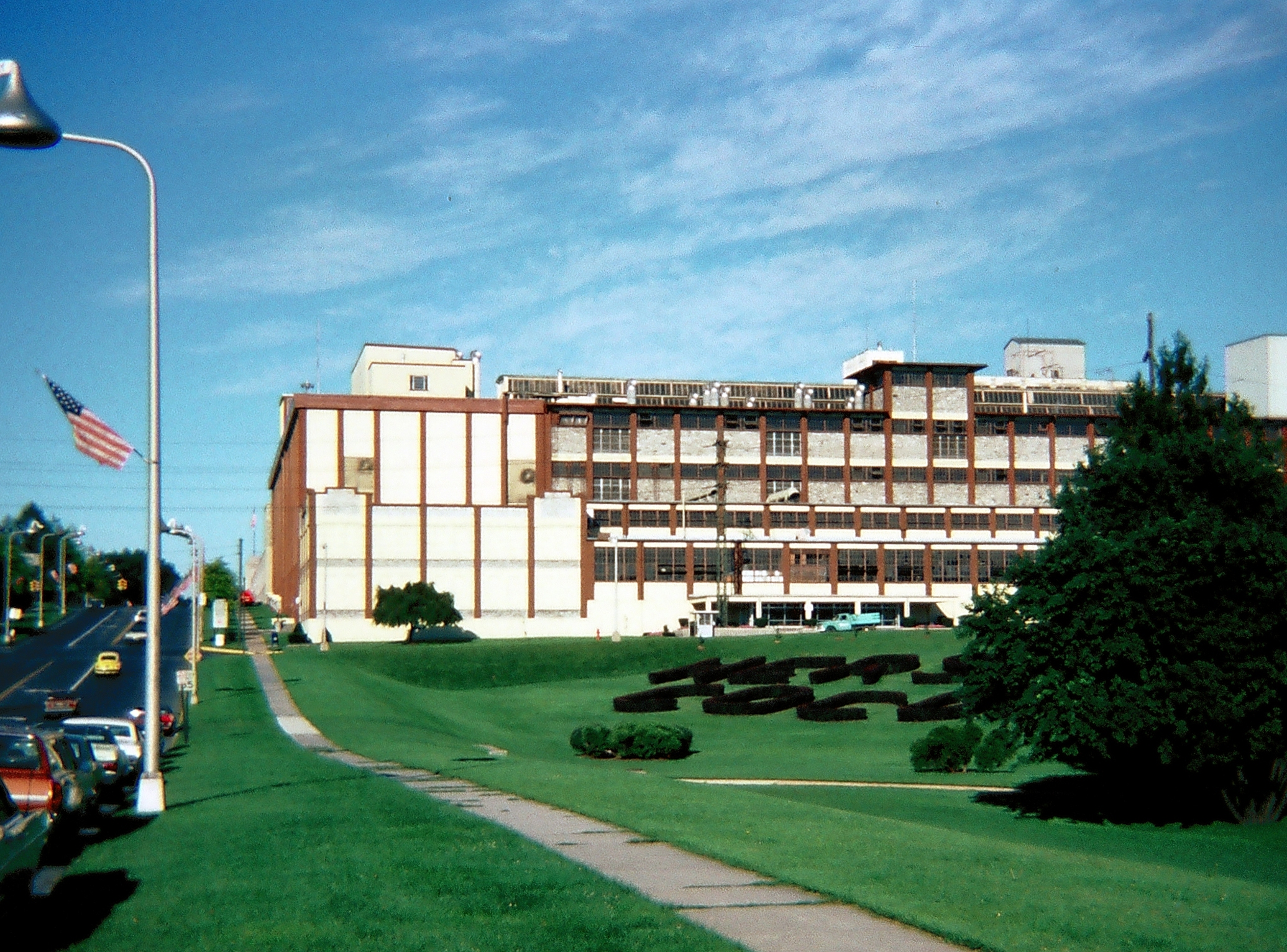
허시 초콜릿의 공장

식품과 음료 가공업은 펜실베이니아 경제에 또한 중요하다. 제1의 생산품들은 빵과 케이크, 초콜릿과 코코아 제품, 낙농제품 등을 포함한다. 펜실베이니아는 제1의 식품 가공 주이다. 아이스크림, 포테이토칩 등의 제조업도 성한 편이고, 가장 큰 초콜릿 제조 회사인 허시 초콜릿의 본사가 있다. 필라델피아 지역이 주에서 손꼽히는 식품 가공업의 중심지이다.
합성 금속 제품, 기계와 최고 금속 산업도 지도력있는 제조업 상품들로 랭킹에 들어와있다. 필라델피아와 피츠버그 지역들은 주요 기계 제조업의 중심지들이다. 제1의 제품들은 거설 기계, 난방 용품 등이다. 철강업이 으뜸가는 산업이면서 피츠버그에 본사를 둔 U.S. 철강이 세계에서 가장 큰 철강 생산 회사이다.
다른 제조품들은 컴퓨터와 전자 용품, 종이 제품과 교통 수단품이다. 펜실베이니아는 통신 용품, 산업을 위한 과학적 기구들 등을 만들고 있다. 종이 공장은 주의 동부 절반, 특히 필라델피아와 스크랜턴 지역들에서 운영된다. 이 주에서 생산되는 교통 수단 용품은 자동차와 기관차이다.
펜실베이니아 주는 의류, 유리 제품, 플라스틱과 석유 정제의 생산지이다. 필라델피아와 앨런타운-이스턴 지역들은 의류 생산의 중심지이다. 유리는 피츠버그 지역에서 만들어 지며, 플라스틱 제품들은 이리, 필라델피아와 피츠버그 지역에서 만들어진다. 마커스 후크와 필라델피아는 큰 정제소들이 있다.

### 농업
농장 지대가 펜실베이니아 주의 대략 4분의 1을 덮고 있다. 가축과 축산물은 펜실베이니아 농업 소득의 대략 3분의 2를 벌고 있다. 우유는 주의 지도력있는 농산품이다. 펜실베이니아는 우유 생산에서 으뜸 가는 주들 중에 하나이며, 낙농업은 주의 남부에 있다. 가금류와 육우도 중요한 축산물이다. 주의 남동부에는 많은 가금을 길러 달걀 생산도 최고이다. 또한 칠면조와 돼지의 사육도 성하다.
버섯이 주에서 제1의 생산물이며, 서늘한 대부분 주의 남동부에서 생산된다. 피드먼트 지방은 옥수수 생산에 지도적이며, 생산되는 다른 곡물들은 보리, 건초, 귀리, 콩과 밀이다. 많이 나는 채소들은 감자와 토마토이다.
온실과 종묘 생산물들은 주에서 농업 소득의 중요한 근본이다. 제일 많이 나는 과일로는 복숭아, 사과와 포도이며, 복숭아와 사과는 주의 남부에서 , 포도는 주로 이리 카운티에서 자란다.

### 광업
펜실베이니아는 미국에서 제1의 탄광 지대들 중의 하나이다. 주의 동부 카운티들에는 무연탄 만을 생산하고, 다른 주의 지역들에는 해마다 수천만 톤의 역천탄을 생산한다. 주는 또한 포틀랜드 시멘트와 석회암의 지도적인 생산지이다. 다른 광물로는 점토, 천연가스, 석유, 모래와 자갈 등을 포함한다.

## 교육
펜실베니아는 미국 내 3번째로 많은 대학이 위치한 곳이며, 박사학위 보유자수로 상위 5위에 들기도 한다.
- 펜실베이니아 대학교 : 필라델피아에 위치하였으며, 아이비리그 회원인 사립대학이다.
- 카네기 멜런 대학교 : 피츠버그에 위치하였고, 예술 및 테크놀러지 (컴퓨터 사이언스, 로봇공학, 엔지니어링) 분야에서 유명한 사립대학이다.
- 리하이 대학교 : 미국 내 3번째로 큰 시장인 리하이 벨리에 위치한 사립대학이며, 예술, 경영, 경제, 교육, 엔지니어링 분야에서 우수하다.
- 펜실베이니아 주립 대학교 : 주립대학으로, 바이오 메디컬 엔지니어링, 건축, 농업과학 등 분야에서 유명하다.
- 드렉셀 대학교 : 필라델피아에 위치한 사립대학이고, 바이오메디컬 엔지니어링, 의약 분야, 보건과학교육 분야 등이 우수하다.
- 스와스모어 칼리지 : 필라델피아에 위치한 리버럴 아츠 칼리지이며, 엔지니어링 분야 교육도 우수하다.
- 버크넬 대학교 : Lewisburg에 위치한 펜실베이니아주 최대 리버럴 아츠 칼리지이며, 과학, 엔지니어링, 동아시아학 등 분야에서 강점을 보인다.
- 프랭클린 앤드 마셜 칼리지 : 랭커스터에 위치해 있고, 엔지니어링 및 산림 환경학 분야가 우수하다.
- 빌라노바 대학교 : 필라델피아 교외 래드너에 위치한 사립대학으로, 경영학, 법학, 간호학, 공학 등의 분야에서 유명하다.
- 라셀 대학교 : 필라델피아에 위치한 사립대학이며, 언어병리학 및 작업 치료 분야에서 유명하다.
- 세인트 조지프스 대학교 : 필라델피아의 외곽에 위치하여 있고, 심리학, 교육학, 국제 마케팅 등이 유명하다.
- 피츠버그 대학교 : 준공립대학이며 의학 센터 및 건강 과학 분야가 유명하다.
- 템플 대학교 : 필라델피아 중심부에 위치해 있고, 보건전문 분야로 유명하다.

## 주민
| 인구조사                      | 인구       | Note | %±    |
| ----------------------------- | ---------- | ---- | ----- |
| 1790년                        | 434,373    |      | —     |
| 1800년                        | 602,365    |      | 38.7% |
| 1810년                        | 810,091    |      | 34.5% |
| 1820년                        | 1,049,458  |      | 29.5% |
| 1830년                        | 1,348,233  |      | 28.5% |
| 1840년                        | 1,724,033  |      | 27.9% |
| 1850년                        | 2,311,786  |      | 34.1% |
| 1860년                        | 2,906,215  |      | 25.7% |
| 1870년                        | 3,521,951  |      | 21.2% |
| 1880년                        | 4,282,891  |      | 21.6% |
| 1890년                        | 5,258,113  |      | 22.8% |
| 1900년                        | 6,302,115  |      | 19.9% |
| 1910년                        | 7,665,111  |      | 21.6% |
| 1920년                        | 8,720,017  |      | 13.8% |
| 1930년                        | 9,631,350  |      | 10.5% |
| 1940년                        | 9,900,180  |      | 2.8%  |
| 1950년                        | 10,498,012 |      | 6.0%  |
| 1960년                        | 11,319,366 |      | 7.8%  |
| 1970년                        | 11,793,909 |      | 4.2%  |
| 1980년                        | 11,863,895 |      | 0.6%  |
| 1990년                        | 11,881,643 |      | 0.1%  |
| 2000년                        | 12,281,054 |      | 3.4%  |
| 2010년                        | 12,702,379 |      | 3.4%  |
| 2019 (추산)                   | 12,801,989 |      | 0.8%  |
| 출처: 1910–2010 2019 Estimate |            |      |       |

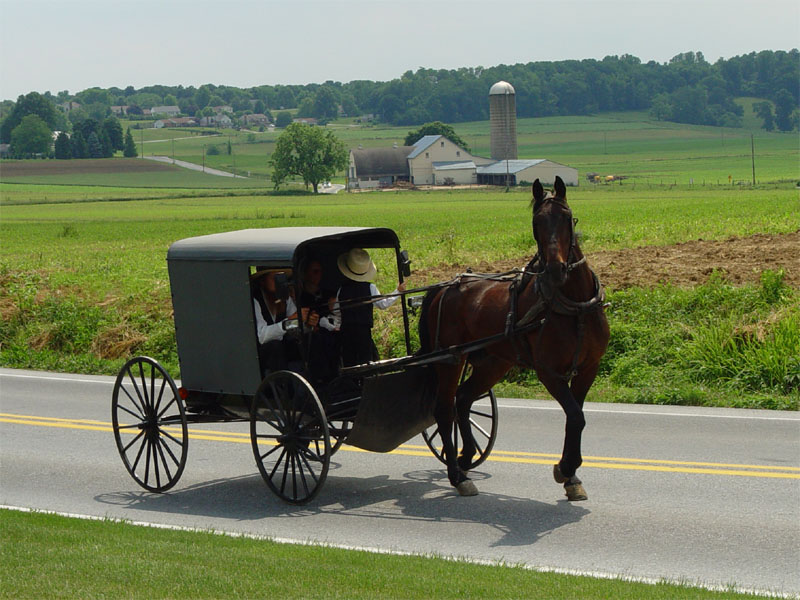
랭카스터 카운티의 아미시들

2000년 미국 인구 조사국에 의하면 펜실베이니아 주는 12,281,054명의 인구를 가지고 있다고 보고하였다. 인구는 1990년의 11,881,643명에서 3과 2분의 1 퍼센트나 증가하였다. 또한 50개의 주들 사이에 6번째로 많은 인구를 가졌다.
대략 85 퍼센트의 펜실베이니아 주민들이 주의 16개의 메트로폴리탄 지역에서 살고 있다. 대략 절반의 주민들은 필라델피아-캠던(뉴저지주)-윌밍턴(델라웨어주)과 피츠버그 메트로폴리탄 지역에 살고 있다.
필라델피아는 펜실베이니아 주에서 가장 큰 도시이며, 미국에서 가장 큰 도시들 중의 하나이다. 인구의 차례로 봐서 주의 다른 큰 도시들은 피츠버그, 앨런타운, 이리, 리딩, 스크랜턴과 베슬러햄이다.
펜실베이니아의 가장 큰 민족은 독일, 아일랜드, 이탈리아, 영국과 폴란드 계통이다. 주 인구의 약 10 퍼센트 이상은 아프리카계 미국인이다. 또 다른 주민들로는 네덜란드, 슬로바키아와 프랑스 계통을 들 수 있다. 펜실베이니아의 몇몇 단체들은 1600년대와 1700년대에 이민온 독일인들의 후손들이다. 그들은 가끔 펜실베이니아 더치라고 불리며, 아미시, 덩커스와 메노나이트들을 포함한 종교적 그룹들이다. 그들 중에 어떤 이들은 영어와 독일어가 섞인 언어를 쓰며, 다른 이들은 자신들의 사투리가 강한 영어를 쓰고 있다.
정치적 성향은 공화당과 민주당 사이에서 왔다갔다하는 편이다.